# Етутвил Екал
Етутвил Екал (фр. Estouteville-Ecalles) насеље је и општина у северној Француској у региону Горња Нормандија, у департману Приморска Сена која припада префектури Руан.
По подацима из 2011. године у општини је живело 474 становника, а густина насељености је износила 56,03 становника/km². Општина се простире на површини од 8,46 km². Налази се на средњој надморској висини од 180 метара (максималној 199 m, а минималној 159 m).

## Демографија
| 1962. | 1968. | 1975. | 1982. | 1990. | 1999. | 2011. |
| ----- | ----- | ----- | ----- | ----- | ----- | ----- |
| 272   | 300   | 330   | 273   | 265   | 374   | 474   |

График промене броја становника у току последњих година